# Aleksandr Pavlovič Brjullov
Aleksandr Pavlovič Brjullov (in russo Александр Павлович Брюллов?; San Pietroburgo, 29 novembre 1798 – San Pietroburgo, 9 gennaio 1877) è stato un architetto e pittore russo, fratello di Karl.

## Biografia
Aleksandr Brjullov nacque a San Pietroburgo in una famiglia di artisti di origine francese: il bisnonno, il nonno, suo padre e i suoi fratelli, compreso Karl Brjullov, erano degli artisti. Ad introdurlo al mondo artistico fu suo padre Pavel. Egli frequentò il corso di architettura all'accademia imperiale delle arti dal 1810 al 1820, e si laureò con lode. Assieme a suo fratello Karl, venne inviato in Europa per studiare l'arte e l'architettura con una borsa di studio della Società per l'incoraggiamento delle arti.

### Carriera

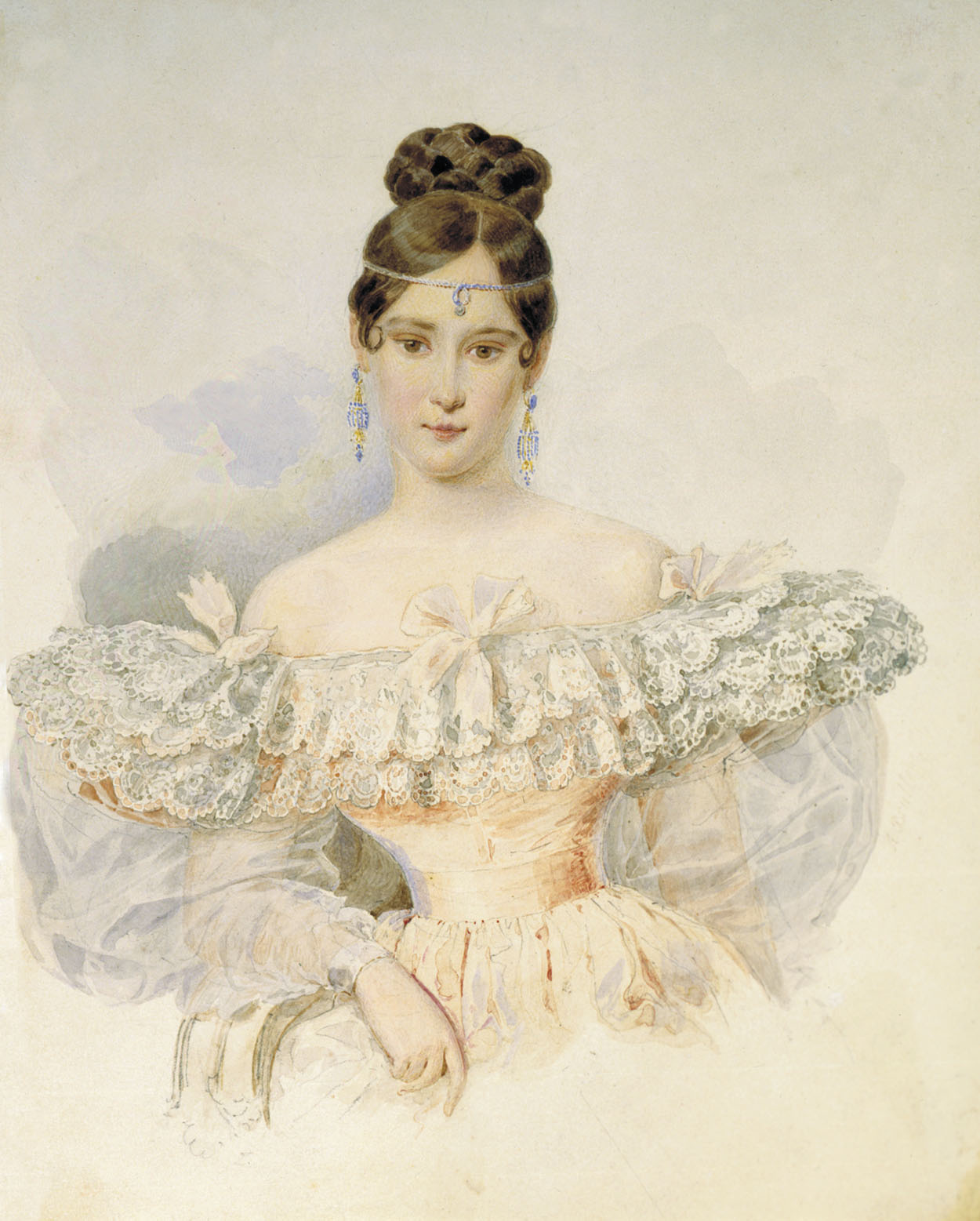
Il ritratto ad acquerello di Natal'ja Puškina.

Aleksandr Pavlovič Brullov trascorse otto anni all'estero, dal 1822 al 1830, studiando l'architettura e l'arte in Italia, in Germania e in Francia. A Pompei fece degli studi sulle rovine delle terme della città antica, che lo resero noto in Francia e in Italia. In questo periodo dipinse molti ritratti ad acquerello. Tra i migliori c'erano quelli di Ekaterina Pavlovna Bakunina, Giovanni Capodistria, Natal'ja Nikolaevna Gončarova-Puškina, la moglie del poeta russo Aleksandr Sergeevič Puškin, e sua zia Ekaterina Ivanovna Zagrjažskaja. Fece anche delle illustrazioni per dei libri e delle riviste.
Fece dei ritratti della famiglia reale di Ferdinando I a Napoli e realizzò un disegno del Colosseo di Roma per l'imperatrice Maria Fëdorovna. Nel 1830 dipinse un ritratto ad acquerello del principe Lopuchin, e un anno dopo dipinse un ritratto ad acquerello dello zar Nicola Pavlovič di Russia circondato dai cadetti del corpo di guardia. Nel 1837, Brjullov dipinse il suo ritratto di Walter Scott durante una sera nella casa di Parigi della principessa Golcyna e fece trasferire il disegno su una pietra litografica.
Nel 1831, dopo il suo ritorno in Russia, venne nominato professore all'accademia imperiale delle arti, e questi furono gli anni nei quali creò i suoi progetti architettonici migliori. Tra gli altri, progettò e supervisionò la costruzione degli edifici seguenti edifici a San Pietroburgo: il teatro Michajlovskij (1831-1833); la chiesa luterana dei Santi Pietro e Paolo lungo la prospettiva Nevskij (1833–1838); l'osservatorio di Pulkovo (1834–1839); il quartier generale dello stato maggiore sulla piazza del Palazzo (1837–1843). Fu uno degli architetti principali per la ricostruzione del palazzo d'Inverno dopo l'incendio del 1837. Progettò molti interni suggestivi, come la "sala di Pompei", la "stanza di malachite" e la "sala bianca". Nel 1840 si occupò della chiesa gotica di Pargolovo, mentre nel 1844 progettò e costruì il caravanserraglio di Oremburgo. Anche suo figlio Pavel divenne un pittore di un certo rilievo.

## Galleria d'immagini

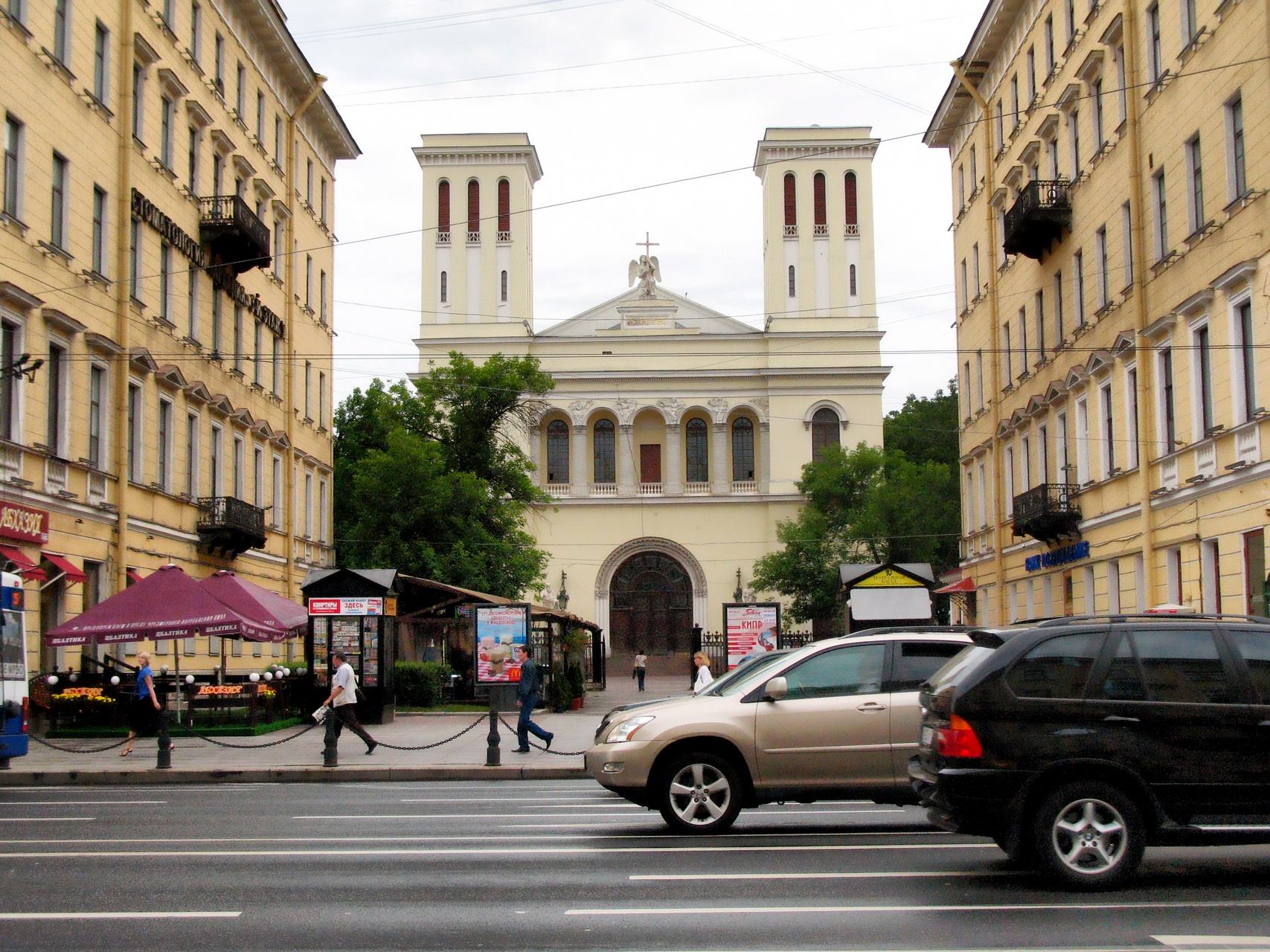
La chiesa luterana dei Santi Pietro e Paolo a San Pietroburgo.
La sala pompeiana del palazzo d'Inverno.
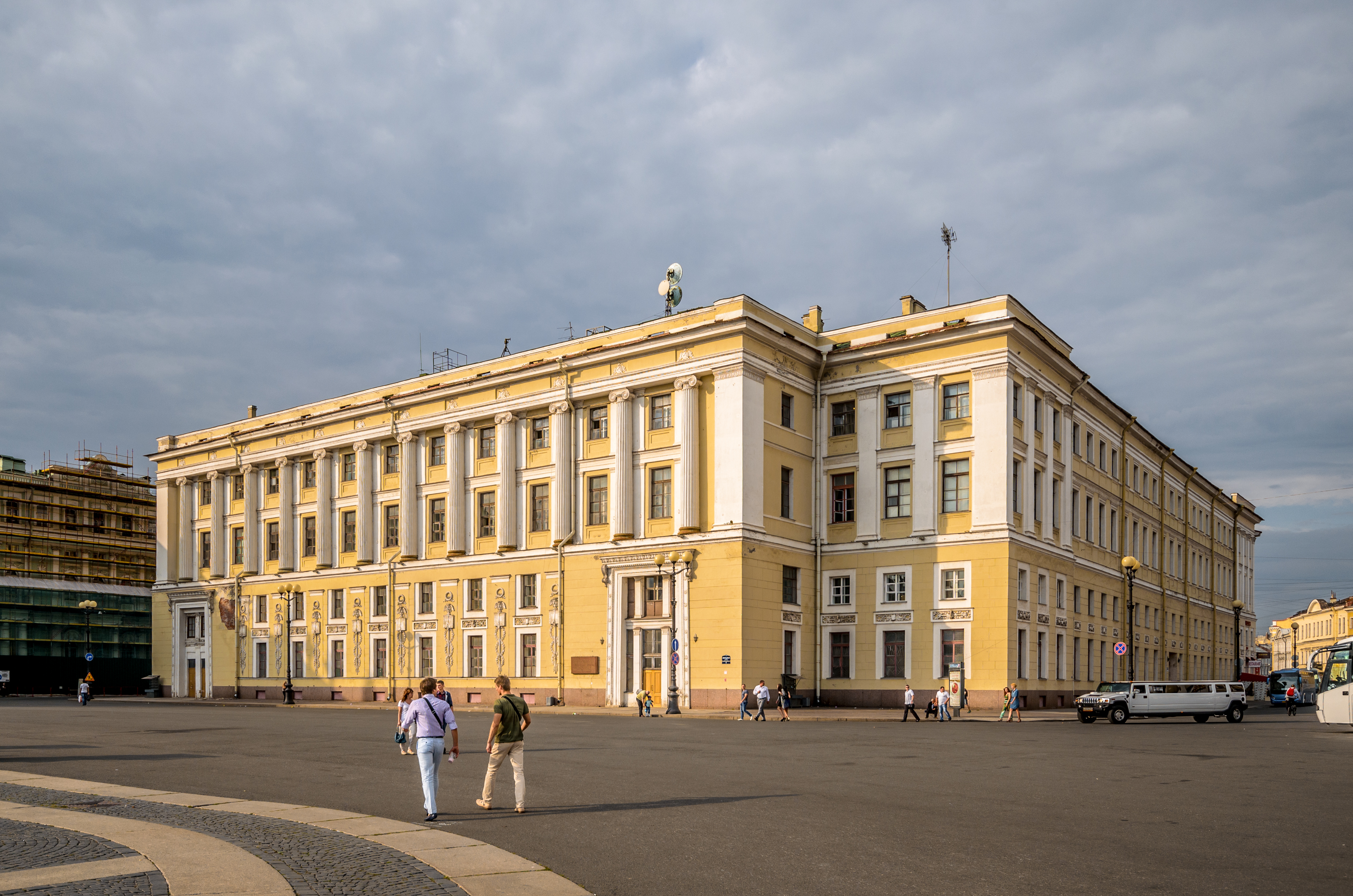
Il quartier generale dello stato maggiore a San Pietroburgo.
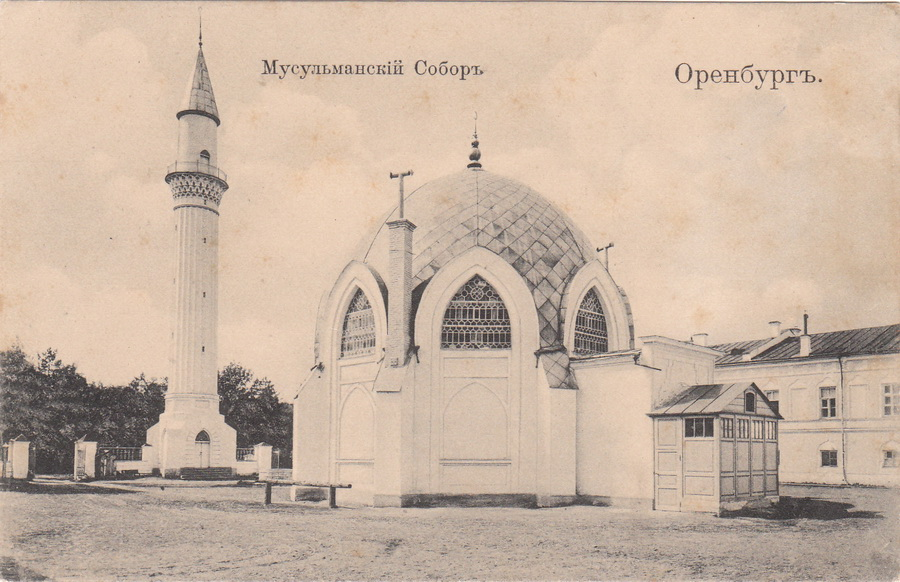
Il caravanserraglio oremburghese.